# Stjernekaster (smørrebrød)
 For alternative betydninger, se Stjernekaster (flertydig). (Se også artikler, som begynder med Stjernekaster)
En stjernekaster er et stykke højtbelagt smørrebrød i den danske smørrebrødstradition.
Stjernekasteren består hovedsagelig af to stegte fiskefileter på en skive brød. Dertil kommer garnering (fx kaviar, rejer, citronbåd, asparges).
Den adskiller sig fra stjerneskud, hvor den ene fiskefilet ikke er stegt, men dampet, hvilket er forskellen, for pyntningen kan være ens.